# Герб Ізмаїльського району
Герб Ізмаїльського району — офіційний символ Ізмаїльського району, затверджений 24 листопада 2009 р. рішенням сесії районної ради.

## Опис
Щит розтятий срібним хвилястим стовпом на зелене та лазурове поля. На першому полі золотий очерет, на другому — три золоті яблука в стовп; на срібній базі з трьома лазуровими хвилястими балками золота риба. Щит увінчано золотою територіальною короною. З боків щит обрамлено золотим колоссям, обвитим виноградною лозою з гронами. Під щитом — вишитий рушник з написом «Ізмаїльський район».